# يوزيف كيس (طيار)
يوزيف كيس (بالمجرية: Kiss József)‏ هو طيار مجري، ولد في 26 يناير 1896 في الإمبراطورية النمساوية المجرية، وتوفي في 24 مايو 1918 في لامون في إيطاليا بسبب قتل في المعركة.